# عبس (بني العوام)

تعديل مصدري - تعديل

عبس هي إحدى قرى عزلة بني القدمي بمديرية بني العوام التابعة لمحافظة حجة، بلغ تعداد سكانها 923 نسمة حسب تعداد اليمن لعام 2004.